# Hedebosyning
Hedebosyninger er de broderede arbejder, der stammer fra Hedeboegnen, og som har været syet af bondebefolkningen i 1700-tallet til ca. 1850.
Hedebosyning stammer fra bondesamfundet mellem København, Køge og Roskilde. Kvinderne fremstillede her nogle karakteristiske hvide syninger fra år 1700 til ca. 1850. Tekstilerne blev produceret til egen brug, og bønderne brugte syningerne på beklædning og som pynt i bondestuen. Bønderne på Hedeboegnen spandt selv hørtråd, vævede hørlærred og blegede stoffet i solen, så det blev helt hvidt. Det blev et meget glansfyldt produkt, som adskiller sig fra hørkvaliteter andre steder og fra den, der produceres maskinelt.

## Historie
Hedebosyning kan groft deles op tre perioder:
- bondekulturen 1700-1870,
- højborgerskabet 1850-1920 og herefter
- bevaringen (museer, folkedansere, kunstnere m.m.) Hedebo har været syet og brugt på forskellig vis og har haft betydning gennem kulturhistorien.

I midten af 1800-tallet rullede en nationalromantisk bølge ind over Danmark, og et lille højborgerskab begyndte at interessere sig for hedebosyning. Omkring 1850 begyndte husmandskoner at sy til velhavende familier i København samtidig med, at de kom i huset i hovedstaden. Ude i Europa var det østrigeren Thérèse de Dillmont, som udbredte kendskabet til syningen, bl.a. i en stor international broderiencyklopædi, som hun udgav i Paris i 1884. Så tidligt som 1873 blev der på verdensudstillingen i Wien vist hedebosyninger, nu dygtige købstadsfruers frembringelser. Senere åbnede "Kunst- og industriudstilling af 1879" en stor udstilling i København, hvor det var landbostanden, der viste eksempler fra den nu svindende bondekultur.
Efter århundredeskiftet blev hedebosyning populær i hele landet og er blevet syet flittigt af danske kvinder indtil 1950'erne. Populariteten skyldes bl.a. Selskabet for Hedebosyningens Fremme stiftet i år 1905. Formålet var at udbrede kendskabet til hedebosyning og andet gammelt dansk håndarbejde, samt at virke for at arbejde af denne art blev formidlet gennem anerkendte kunstnere. Det betød, at dannelsen af de danske kvinders hedebosyninger nu foregik gennem bearbejdede forlæg, som blev solgt i f.eks. Clara Wævers broderiforretning. Omkring århundredeskiftet var ”den gode smag” i højsædet, og her var blandt andre kvindeforkæmperen Emma Gad og den første kvindelige museumsinspektør på Nationalmuseet Elna Mygdal varme fortalere for hedebosyning.
Men ikke alt hedebo blev betragtet som ”smukt” omkring århundredeskiftet. Særlig udskældt blev udklipshedebo: den var dekadent, fulgte ikke trådenes retning og mønstrene var usammenhængende. Det ironiske er, at det lige netop var udklipshedebo, som blev folkeeje. Udklipshedebo fandtes omkring år 1900 næsten i alle borgerlige hjem som duge, flakoner, tehætter eller som kraver på kvinders beklædning, de intellektuelle eller kvinderne med tilknytning til højskolerne.

## Teknikker
Dansk hvidsyning (hvidsøm) inddeles i de tre hovedgrupper: hedebosyning, amagersyning og falstersyning.
Betegnelsen hedebosyning betegner syv forskellige udtryk, der alle er syet på hvidt hør med hvid hørtråd. Museumsdirektør Ena Hvidberg publicerede en datering + - ti år, som viser, hvorledes hedebosyningerne overordnet har udviklet sig ca. 1700-1870. Dateringen er generel og skal tages med et gran salt, da der forekommer kombinationer af syteknikker.
- Tællesyning, fra år 1700
- Dragværk (ca. 1750 - ca. 1840)
- Rudesyning (ca. 1805 - 1840)
- Hvidsøm (ca. 1820-1840)
- Baldyring (ca. 1835 - 1855)
- Udklipshedebo samt omvendt udklipshedebo (ca. 1855 - 1870)
- Syede blonder fra år 1700

Hedebosyningernes teknikker er meget forskellige: Tællesyning, dragværk og rudesyning følger stoffets trådretning, mens hvidsøm, baldyring og udklipshedebo hører til de friere syninger. Her kommer en beskrivelse af den enkelte syteknik opdelt efter teknik, billedmotiv og anvendelse:

### Tællesyning
Mønstrene er geometriske og skabes med fladsyning over talte tråde i stoffet. Syningen findes over hele landet. Måden, hvorpå tællesyning på Hedeboegnen adskiller sig fra det øvrige Danmark, er syningens rigdom og akkuratesse, men lignende syning forekommer også i Nordsjælland. Motiverne kan være trekanter, stjerner og undertiden stiliserede træer, dyr og mennesker. Tællesyning er brugt fra 1700-årene på skjorter, sengelinned, pyntehåndklæder, knæduge eller stolpestykker og ofte i kombination med rudesyning.

### Dragværk
Dragværk udføres over et åbent netværk. Nettet opstår, når man trækker (drager) tråde ud af trend og islættrådene i hele stoffets bredde, mens andre tråde bliver stående. Oftest trækkes der mellem 2-3 tråde ud ved siden af hinanden, og 2-3 tråde bliver stående. Der kastes fast over trådene, som står tilbage, hvorefter motiverne formes med udfyldninger i felterne med slyngesting eller stopning. I dragværksborter er motiverne stiliserede træer, dyr og mennesker. Dragværk anvendtes traditionelt på pyntehåndklæder, knæduge eller stolpestykker. Senere brugte man dragværk som mellemværk på puder, dyner og fine håndklæder.

### Rudesyning
Tråde bliver klippet eller skåret ud inden for et afgrænset motiv (modsat dragværk, hvor trådene trækkes ud i hele lærredets bredde). Rudesyning fremstår som små ruder, ved at der kastes og/eller stoppes over stolperne i nettet. Mønstrene er geometriske og forestiller oftest dyr, planter eller mennesker og livstræer.
Rudesyning findes meget ofte sammen med tællesyning, dragværk, hvidsøm eller baldyring. Rudesyning var almindeligt brugt i bondesamfundet som navnetræk på pyntehåndklæder, knæduge eller stolpestykker helt op til år 1900 .

### Hvidsøm
Kaldes også for lærredsudsyning eller maskesyning. Hvidsøm kendes på to rækker maskesting (kædesting), som indrammer motiverne. Man har tegnet frit på lærredet og udfyldt felter inden i motiverne (grundene) med udtrækssyning eller sammentrækssyning. Grundene fremstår som små felter med striber eller tern. De udtrukne tråde er ofte ganske få, og der er typisk kun kastet en gang over trådene, som gerne går på skrå. Imellem de karakteristiske felter er der syet fladstingskontur som stilke eller blomsterranker med fladsyningsblade. Hvidsømmens motiver er blomster, blade, vaser, hjerter, dyr eller organiske former. Teknikken er blevet brugt på kropslinned, pyntehåndklæder, knæduge, pudevår, stolpestykker. Hvidsøm kendes oprindelig kun fra Hedeboegnen. Efter bondesamfundets ophør er hvidsøm blevet syet over hele landet, nu som tehætter, duge eller pyntestykker i stuerne. Hvidsømmen blev meget populær blandt højborgerskabets kvinder i årene omkring 1850-1920.

### Baldyring
Baldyring er en videreudvikling af hvidsømmen med fri mønstertegning syet i fladsyning og kontursting omkring en større midterfigur. Fladsyningsbladene er ofte underriget før fladsyningen er udført, hvorved bladene træder tydeligt frem på stoffet. Også huller lavet med en pren som i engelsk broderi forekommer. Sammen med det fri mønster blev der trukket tråde ud til et åbent netværk. Nettet opstår, når man trækker (drager) tråde ud af trend og islættrådene i hele stoffets bredde, mens andre tråde bliver stående. Oftest trækkes der 6-8 tråde ud ved siden af hinanden, og 6-8 tråde bliver stående. Der stolpes fast over trådene, som står tilbage, hvorefter motiverne formes ved udfyldning i felterne med kniplingssyning af knaphulssting. Nogle af formerne kan ligne blomster eller mønstre, men egentlige motiver som i dragværk forekommer ikke.
Syningen blev anvendt på skjorter, særke, pyntehåndklæder, pudevår, vuggelagner, knæduge og stolpestykker. Efter bondesamfundets ophør er baldyring blevet syet over hele landet, men nu som tehætter, duge eller pyntestykker i stuerne. Baldyring blev meget populær blandt højborgerskabets kvinder 1850-1920 og blev betragtet som den ægte danske nationalarv, inden syningerne gik i forfald og udviklede sig til udklipshedebo.

### Udklipshedebo
I 1850'erne forlod man den bundne syning i felterne og begyndte udsyning af felter i kniplingsyning med knaphulssting eller tungesting. De udsyede felter udfyldes med buer, takker eller ringe. Men også små stykker stof klippes i organiske former og kantes med knaphulssting og samles med kniplingssyning imellem;, det kaldes omvendt udklipshedebo. På det frie lærred syede man fri mønstertegning med fladsyning og kontursting omkring en større midterfigur. Fladsyningsbladene kan være underringet, før fladsyningen udføres, hvorved bladene træder tydeligt frem på stoffet. Også prenede huller som i engelsk broderi forekommer.

### Syede hedeboblonder
hedder også kniplingssyning. På Hedeboegnen dannes blonderne primært af knaphulssting, men også åbne tungesting forekommer. Knaphulstingene sys uden stofgrund. I den ældre del af hedebosyningerne er syede blonder brugt mere beskedent som musetakker på skjortelinninger. Fra første del af 1800-tallet får de syede blonder en rigere udformning, men anbringes stadig kun som pynt på kanter. Navnlig på skjorte- og særkekraver får de et helt overdådigt udtryk. Der er indsyede motiver som blomster og geometriske figurer. I udklipshedebo udfyldes de udklippede huller med kniplingssyning. Den beskedne syning kendes fra hele landet, men de senere og meget pragtfuldt udsyede syninger kendes kun fra Heden og Nordsjælland.